# Zone rouge (compte-tours)
Pour les articles homonymes, voir Zone rouge.
 (janvier 2014).
Si vous disposez d'ouvrages ou d'articles de référence ou si vous connaissez des sites web de qualité traitant du thème abordé ici, merci de compléter l'article en donnant les références utiles à sa vérifiabilité et en les liant à la section « Notes et références ».

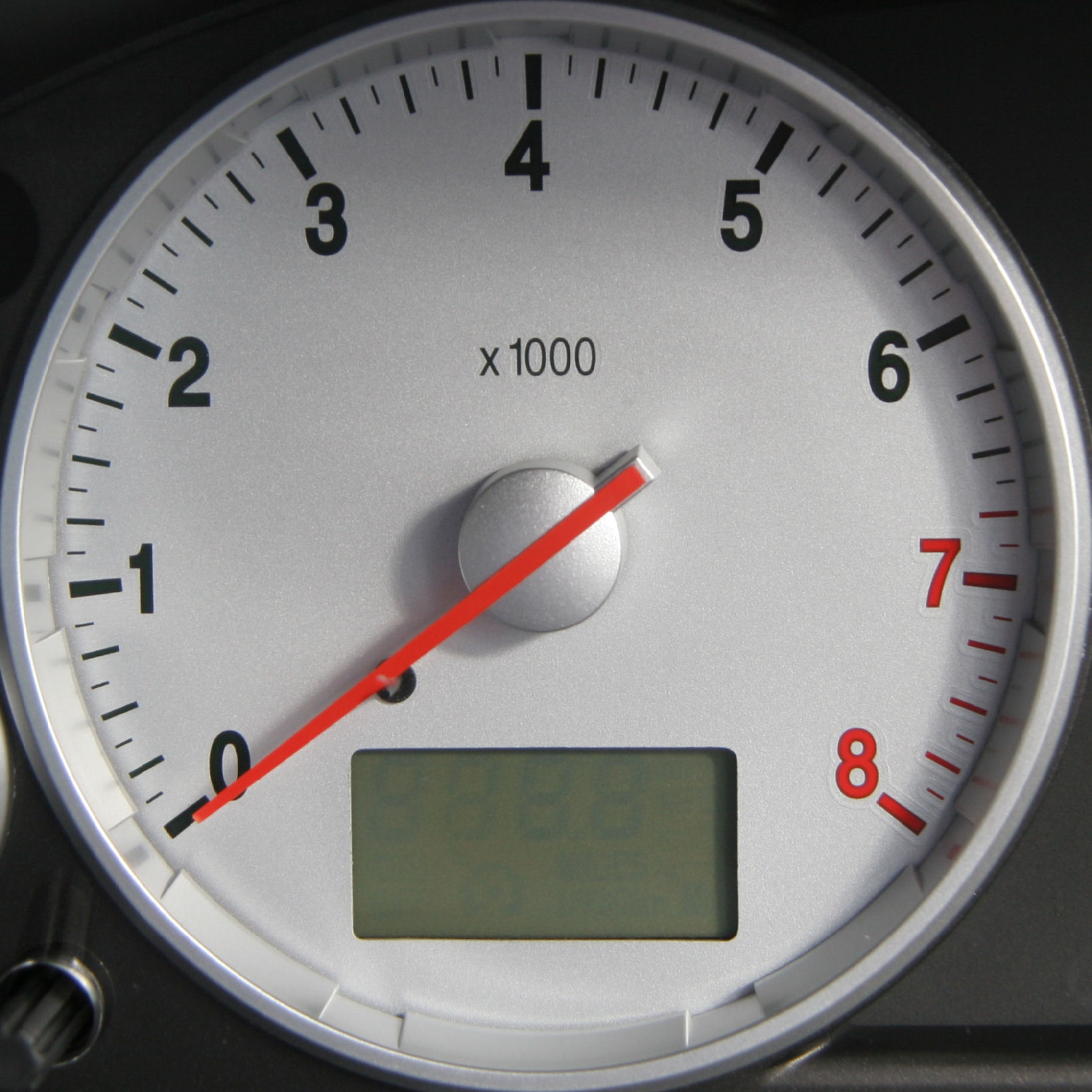
La zone rouge est ici atteinte vers 7000 tr/min.

La zone rouge est la zone colorée en rouge d'un compte-tours généralement utilisé sur les véhicules équipés d'un moteur à explosion, mais aussi d'autres types de moteurs. La couleur rouge sert à matérialiser sur le compte-tours la zone dans laquelle est atteinte le régime moteur maximum admissible (exprimé en milliers de tours par minute), elle permet une visualisation facile.

## Objet de la zone
Il est déconseillé de maintenir trop longtemps un moteur en surrégime car cela présente un risque de surchauffe, voire de casse. Les véhicules modernes sont parfois dotés d'un limiteur de régime (souvent appelé « rupteur »), lequel empêche le moteur de tourner trop vite.
Les moteurs conçus ou préparés pour la compétition acceptent une utilisation fréquente à haut régime, cependant cela accélère leur usure et réduit leur durée de vie.

## Plage de la zone rouge selon les motorisations
La plage de la zone rouge dépend du véhicule et de la motorisation :
- voiture diesel : la zone rouge commence souvent vers 5 000 tr/min sur la plupart des voitures diesel modernes (comme une Clio III 1.5 DCI) ;
- voiture essence : cette limite est généralement plus élevée, la zone rouge commence à 5 500, 6 000 tr/min, voire 8 000 tr/min chez certains constructeurs (Honda Civic 1.8, Alfa Romeo MiTo 1.4i, Fiat Barchetta 2.0i, BMW M5 E60, Toyota Corolla TS, etc.) ;
- motos : la zone rouge peut commencer vers 9 000 tr/min ;
- Formule 1 : cette limite est actuellement de 15 000 tr/min. Il fut un temps où les moteurs atteignaient 19 000 tr/min voire plus en Grand Prix. Le moteur Cosworth a atteint les 20 000 tr/min en essais[1].